# Thảm sát huyện Đạo
Vụ thảm sát Daoxian, hay vụ thảm sát ở huyện Đạo, là một vụ bạo lực và giết hại 4.519 người xảy ra ở huyện Đạo, Hồ Nam, Trung Quốc và kéo dài trong 66 ngày từ 13/8 đến 17/10/1967.

## Bối cảnh
Trong cuộc Cách mạng Văn hóa ở Trung Quốc kéo dài từ năm 1966 đến 1976, hàng triệu người được coi là "phản cách mạng" hoặc không đứng về phía Mao Trạch Đông đã bị đàn áp. Mao tán thành bài diễn văn cách mạng và các cuộc tấn công vào các nhân vật có thẩm quyền, người mà ông tin rằng đã trở nên tự mãn, quan liêu và chống cách mạng. Hồng vệ binh địa phương tấn công bất cứ ai mà họ tin là không có tính cách mạng, và rồi cuối cùng đã tập trung vào những người chỉ đơn giản là không hết lòng ủng hộ những nỗ lực và ý định của các Hồng vệ binh này. Vào tháng 8 năm 1966, Ủy ban Trung ương đã ban hành một chỉ thị mang tên Quyết định của Ban chấp hành Trung ương Đảng Cộng sản Trung Quốc liên quan đến cuộc cách mạng văn hóa vô sản vĩ đại (hay còn gọi là Mười sáu điểm) trong nỗ lực xác định mục tiêu của cuộc cách mạng. Cuối tháng đó, Mao bắt đầu chào đón những cuộc diễu hành khổng lồ của Hồng vệ binh cầm trên tay cuốn Hồng bảo thư của mình.
Phong trào phát triển nhưng cũng chia thành các phong trào độc lập và phe bảo vệ Hồng vệ binh, mỗi phe có tầm nhìn riêng về phong trào. Bất chấp các chỉ thị và khuyến khích chính thức từ lãnh đạo Đảng, các lực lượng địa phương vẫn hành động theo định nghĩa riêng của họ về các mục tiêu của Cách mạng, và nhiều người trong số họ đã sử dụng bạo lực đối với cộng đồng của họ và đụng độ với nhau. Không ai muốn bị coi là kẻ phản động, nhưng trong trường hợp không có hướng dẫn chính thức để xác định ai là những người Cộng sản chân chính, thì hầu như mọi người đều trở thành mục tiêu của bạo lực. Mọi người cố gắng tự bảo vệ mình và thoát khỏi sự khủng bố bằng cách tổ cáo bạn bè và thậm chí là gia đình của chính họ. Kết quả là một loạt các cuộc tấn công và phản công dữ dội, chiến đấu theo phe phái, bạo lực không thể đoán trước và sự sụp đổ của chính quyền trên khắp Trung Quốc.

## Hình thành
Vào thời điểm xảy ra vụ thảm sát, huyện Dao chưa thành lập ủy ban cách mạng địa phương để đối phó với "những kẻ phản cách mạng". Do đó, các sĩ quan quân đội địa phương là quản trị viên của nhóm hàng đầu của quận trong cuộc cách mạng "nắm bắt và thúc đẩy sản xuất".
Tại hai cuộc họp toàn quận vào ngày 5 tháng 8 và 11 tháng 8, Liu Shibing, Chính ủy của trụ sở dân quân của quận, đã lan truyền một tin đồn âm mưu: Quân đội Quốc gia của Tưởng Giới Thạch sẽ tấn công Trung Quốc đại lục và đặc biệt là kẻ thù của quận. Năm hạng đen, dự định nổi dậy hợp tác với kế hoạch chiến tranh của Tưởng. Ngoài ra, Liu tuyên bố rằng một số người thuộc Năm hạng đen "ở quận Dao" đã âm mưu giết tất cả các đảng viên cộng sản và các nhà lãnh đạo nông dân nghèo và trung lưu trong quận. " Liu Shibing, cùng với Xiong Binen, Phó Thư ký Ủy ban ĐCSTQ, đã ra lệnh cho tất cả các cấp nhân viên dân quân và nhân viên an ninh bắt đầu một cuộc tấn công phủ đầu khẩn cấp chống lại kẻ thù giai cấp. Mặc dù họ không nói rõ từ "giết chết", tất cả các cấp lãnh đạo đảng đều hiểu ý nghĩa của tín hiệu mạnh mẽ này. Không có nghi ngờ rằng những quan chức chính phủ ở cấp quận cao nhất là những người ra quyết định. Họ không chỉ tạo ra một mối đe dọa sắp xảy ra để biện minh cho vụ thảm sát đang đến gần mà còn chỉ thị cho cấp dưới của họ thực hiện vụ giết chóc.

## Giết chóc
Hầu như tất cả mọi người có thể là một mục tiêu trong vụ thảm sát này. Nạn nhân dao động trong độ tuổi từ một đứa trẻ mười ngày tuổi đến một ông nội 78 tuổi. Những người bị giết hoặc bị tự sát không chỉ bao gồm những người được coi là " Năm hạng đen ", mà đôi khi còn bị giết do phẫn nộ cá nhân và lịch sử xung đột từ chính quyền địa phương và người dân, những người thường lạm dụng quyền lực của họ để giải quyết tranh chấp cá nhân.
Những kẻ xúi giục cấp huyện và xã đã tạo ra cách thức tàn bạo và vô pháp luật của riêng họ để tổ chức các vụ thảm sát trong khu vực của họ. Trước khi bị xử tử, họ thường tổ chức một phiên tòa ngắn hạn (chỉ kéo dài vài phút) tại Tòa án tối cao của người nghèo và người nông dân trung lưu. Các thẩm phán đã không ngạc nhiên khi các nhà lãnh đạo địa phương đã chuẩn bị trước các vụ giết người. Nếu các nạn nhân bị kết án tử hình (và hầu như họ luôn luôn ở trong tình trạng tham nhũng và vô luật pháp), họ đã bị lực lượng vũ trang trói chặt và đưa đến một cuộc biểu tình rầm rộ để tố cáo tội ác của họ. Sau đó, họ đã bị giết ở nơi công cộng hoặc bởi công chúng. Đôi khi, các quan chức ĐCSTQ và dân quân địa phương cho rằng việc đưa các nạn nhân ra công chúng có thể nguy hiểm. Khi đó họ sẽ lặng lẽ gửi một đội dân quân vũ trang đến nhà của các nạn nhân để thực hiện cuộc tàn sát. Các nạn nhân thường sẽ được thông báo khi vắng nhà rằng có chuyện đã nảy sinh đòi hỏi họ phải trở về, để dụ các nạn nhân trở về nhà, nơi những kẻ giết người chờ đợi. Nạn nhân đã bị giết theo nhiều cách, từ bắn bằng súng đến đánh đập cho đến chặt đầu. Những người trực tiếp tham gia vào các "vụ hành quyết" đã được khen thưởng vì công việc của họ với mức lương cao hơn mức họ kiếm được từ việc làm thường xuyên ở xã hoặc huyện, một sự khích lệ là một yếu tố chính cho số lượng lớn người tham gia giết người; một số quan chức ĐCSTQ và dân quân địa phương đích thân lãnh đạo các vụ giết người. Có lẽ không có gì đáng ngạc nhiên, do thiếu thực thi pháp luật, tội phạm địa phương cũng tham gia vào bạo lực. Hầu hết những người trong lực lượng dân quân là những người bị xã hội ruồng bỏ và những người ít được kính trọng, những người tìm cách kiếm danh dự bằng cách tham gia vào các vụ giết người.